# I Really Like You
I Really Like You è un singolo della cantante canadese Carly Rae Jepsen, pubblicato il 2 marzo 2015 come primo estratto dal terzo album in studio Emotion.
Il brano è stato scritto da Carly Rae Jepsen con J Kash e Peter Svensson e prodotto da quest'ultimo.

## Video musicale
Il video è stato girato a febbraio in parte in un hotel di Manhattan e vede la partecipazione, tra gli altri, di Tom Hanks e la pop star mondiale Justin Bieber.
È stato pubblicato su YouTube il 6 marzo 2015.
Ha ottenuto la Vevo Certified il 1º settembre.

## Tracce
Download digitale
1. I Really Like You – 3:24

Download digitale - Remixes
1. I Really Like You (Blasterjaxx Remix) – 3:35
2. I Really Like You (The Scene Kings Remix) – 3:17
3. I Really Like You (The Scene Kings Extended Remix) – 4:35
4. I Really Like You (Wayne G. Club Mix) – 7:39
5. I Really Like You (Liam Keegan Remix Radio Edit) – 3:09
6. I Really Like You (Liam Keegan Extended Remix) – 4:39

## Classifiche
| Classifica (2015) | Posizione raggiunta |
| ----------------- | ------------------- |
| Australia         | 37                  |
| Austria           | 11                  |
| Canada            | 14                  |
| Giappone          | 4                   |
| Italia            | 27                  |
| Regno Unito       | 3                   |
| Stati Uniti       | 39                  |